# Alexander Baranov
Alexander Andreevich Baranov (em russo: Александр Андреевич Баранов; Kargopol, 1746 — Estreito de Sunda, 1819), às vezes grafado como Aleksandr ou Alexandr e Baranof, foi um explorador e comerciante russo.
Baranov fugiu de casa aos quinze anos e converteu-se num comerciante de êxito em Irkutsk, sobretudo no negócio das peles. Interessado na Rússia americana (hoje é o estado do Alasca) pelo aumento do comércio nessa região, estabeleceu-se aí. Aceitou um contrato de 5 anos em 1790 para gerenciar a Compania Shelikov, e para estabelecer novos postos de comércio na região da Ilha Kodiak.:154–157 Entre 1799 e 1818 foi o director da Companhia Russo-Americana, favorecendo a expansão russa no Pacífico.
Interessando-se pela Califórnia, e preocupado com os nativos, abriu escolas, mas entrou em conflito com os missionários ortodoxos, que frequentemente denunciavam a exploração dos nativos pelos comerciantes de peles. Morreu durante a viagem que o levava de volta à Rússia.
Em sua homenagem um grande arquipélago do Alasca denomina-se arquipélago de Alexandre.